# Plástovice
Plástovice jsou vesnice, část obce Sedlec v okrese České Budějovice v Jihočeském kraji. Nachází se asi 1,5 kilometru jihovýchodně od Sedlce. Plástovice jsou vesnickou památkovou rezervací. Plástovice jsou také název katastrálního území o rozloze 9,05 km². V tomto katastrálním území je mimo jiné rybník Volešek (dříve Plástovský) o rozloze 134,4 hektaru. Do katastrálního území zasahuje ptačí oblast Českobudějovické rybníky. V Plástovicích se odehrává děj románu Karla Klostermanna Mlhy na Blatech.

## Historie
První písemná zmínka o vesnici pochází z roku 1360. Vesnice leží v oblasti Zbudovských Blat. Kvůli obtížným podmínkám pro zemědělství udělil král Vladislav II. sedlákům na Zbudovských Blatech kolem roku 1490 zvláštní práva. Kolem roku 1570 vzniklo v této oblasti selské povstání proti panu Adamovi z Hradce, který chtěl tato práva zrušit.
Po velkém požáru v roce 1859 byla většina selských usedlostí přestavěna ve stylu selského baroka. Po roce 1948 se místní sedláci dlouho bránili založení Jednotného zemědělského družstva (JZD). Nakonec však JZD vzniklo v roce 1956. Po sloučení s několika dalšími družstvy se později stalo součástí JZD Sedlec. Toto družstvo hospodářsky prosperovalo, zejména po roce 1970, a v právní formě soukromého družstva existuje dodnes. Starobylé usedlosti ve vesnici byly vzorně opraveny a jsou chloubou vesnice.

## Obyvatelstvo
| Rok            | 1869 | 1880 | 1890 | 1900 | 1910 | 1921 | 1930 | 1950 | 1961 | 1970 | 1980 | 1991 | 2001 | 2011 | 2021 |
| -------------- | ---- | ---- | ---- | ---- | ---- | ---- | ---- | ---- | ---- | ---- | ---- | ---- | ---- | ---- | ---- |
| Počet obyvatel | 288  | 306  | 288  | 279  | 295  | 292  | 265  | 203  | 157  | 165  | 111  | 88   | 92   | 94   | 104  |
| Počet domů     | 40   | 42   | 43   | 44   | 44   | 45   | 47   | 52   | 41   | 42   | 37   | 47   | 54   | 57   | 58   |

## Obecní správa
Od roku 1850 byly Plástovice samostatnou obcí s osadami Pašice a Vlhlavy. V roce 1879 se osamostatnily Vlhlavy, v roce 1923 Pašice. Během války v letech 1943–1945 byly opět připojeny Vlhlavy. 1. ledna 1963 se Plástovice staly součástí obce Sedlec.

## Pamětihodnosti
Množství objektů ve vesnici je chráněno jako kulturní památka ČR:
- Kaple, na návsi
- Kovárna, na návsi
- Usedlosti čp. 1, 14, 15, 17, 18 a 24
- Obytná budova usedlosti čp. 20
- Sýpka v areálu čp. 3
- Sýpka v areálu čp. 7
- Sýpka v areálu čp. 21

## Rodáci
- Jan Veselý (1923–2003), mnohonásobný mistr republiky v cyklistice, vítěz Závodu míru 1949
- P. Tomáš Koupal (1881–1952), katolický kněz a spisovatel

## Galerie

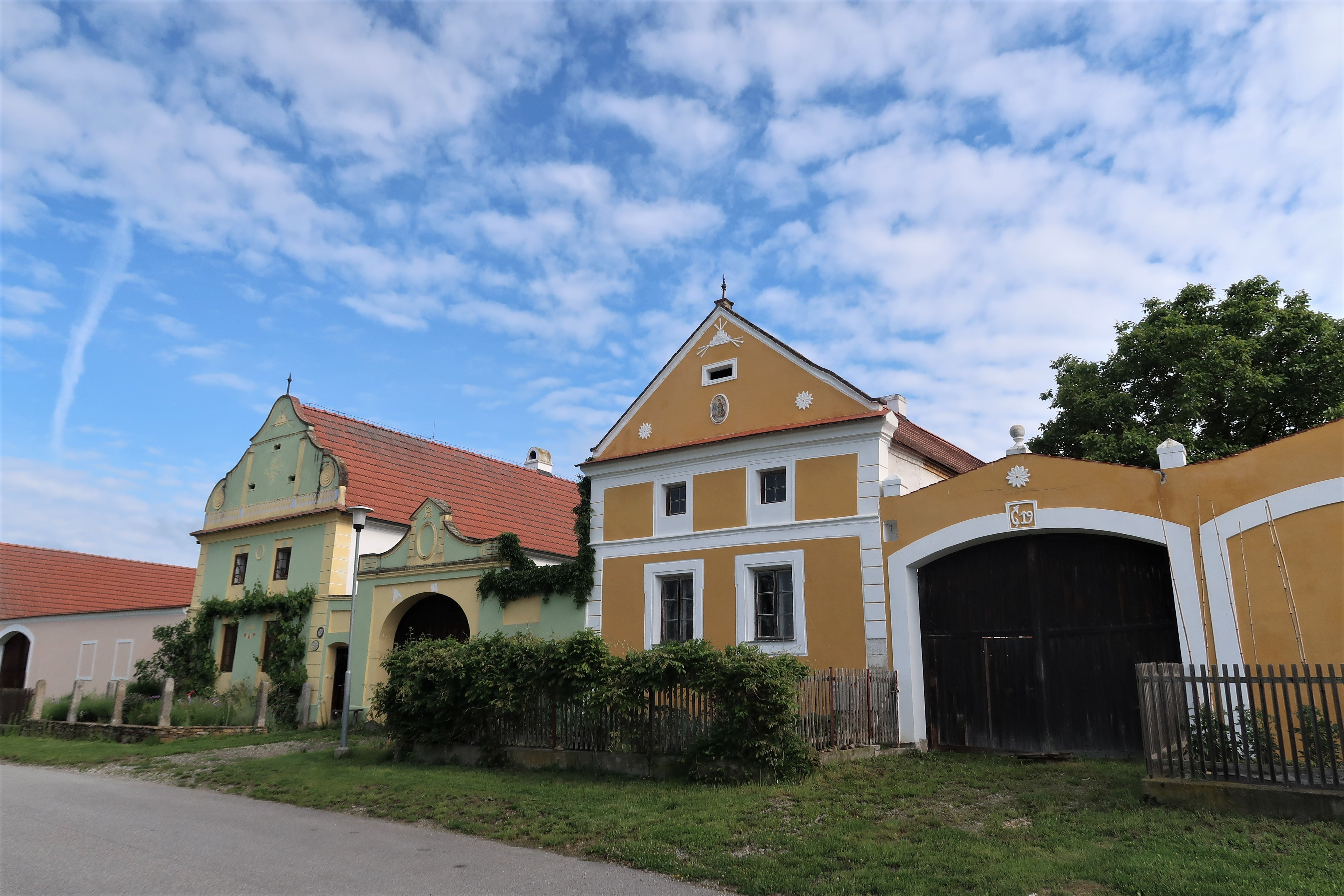
Severní část návsi, usedlosti č.p. 18 a 19
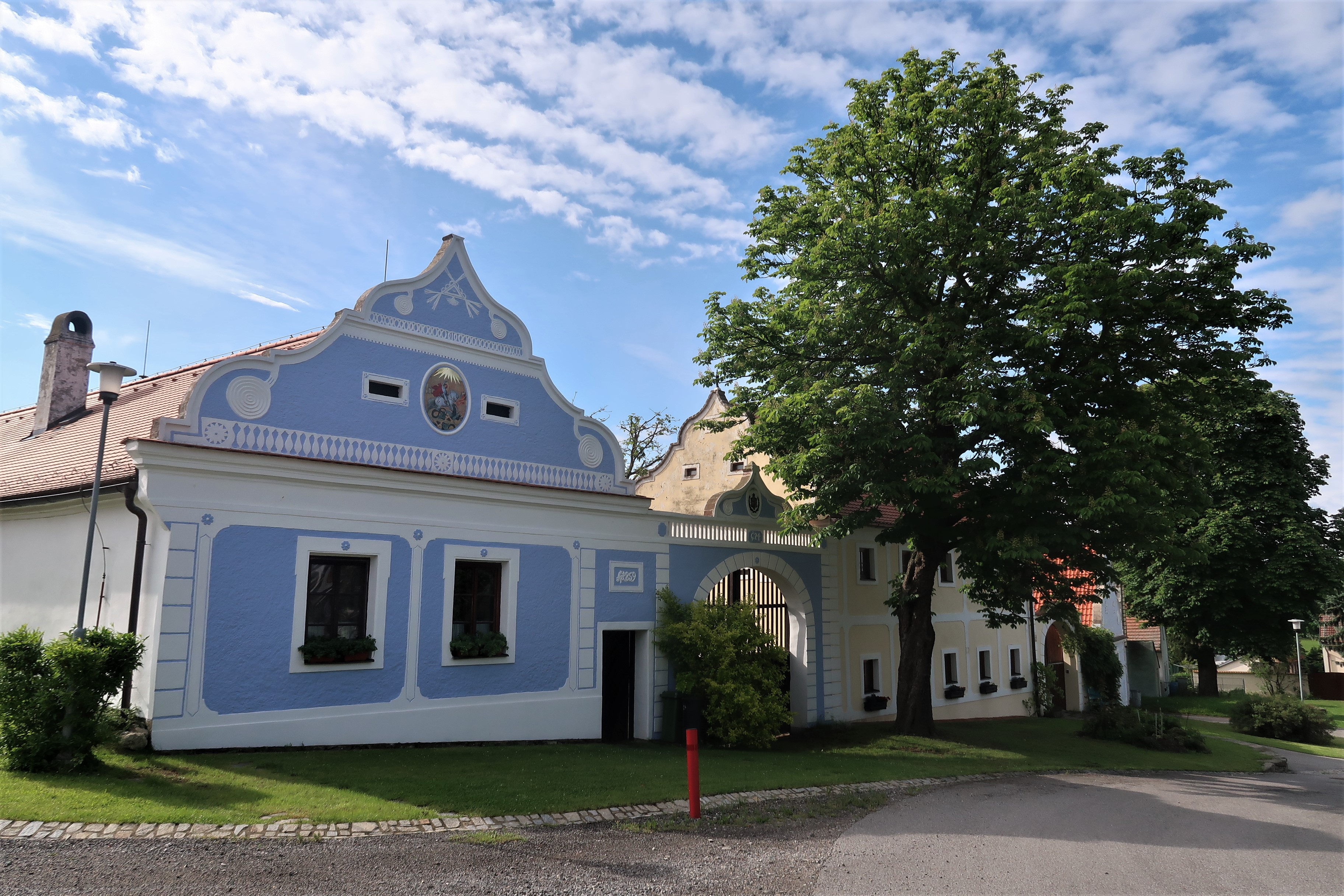
Východní část návsi, usedlost č.p. 24
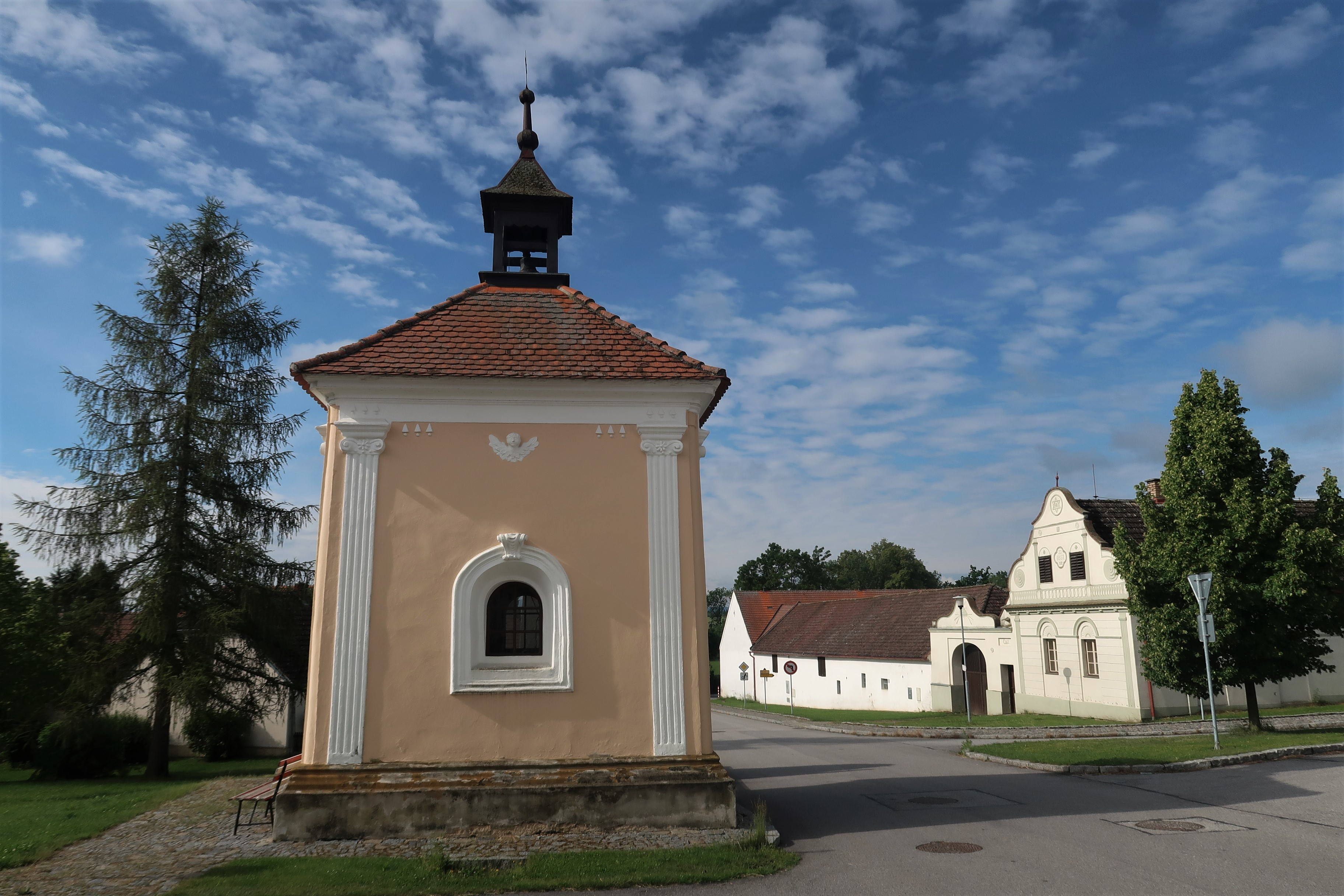
Kaple na návsi a usedlost č.p. 1
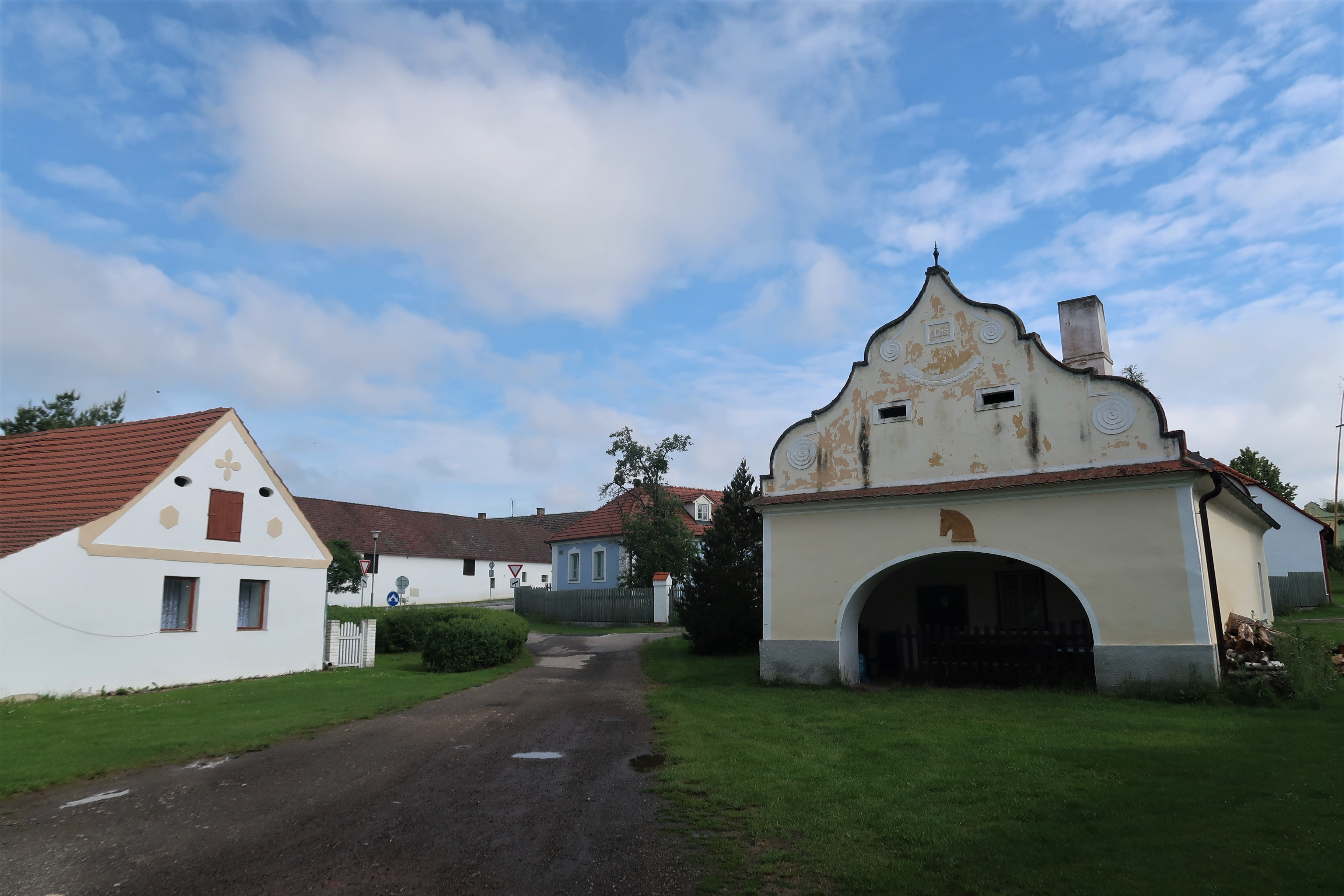
Kovárna v jižní části návsi
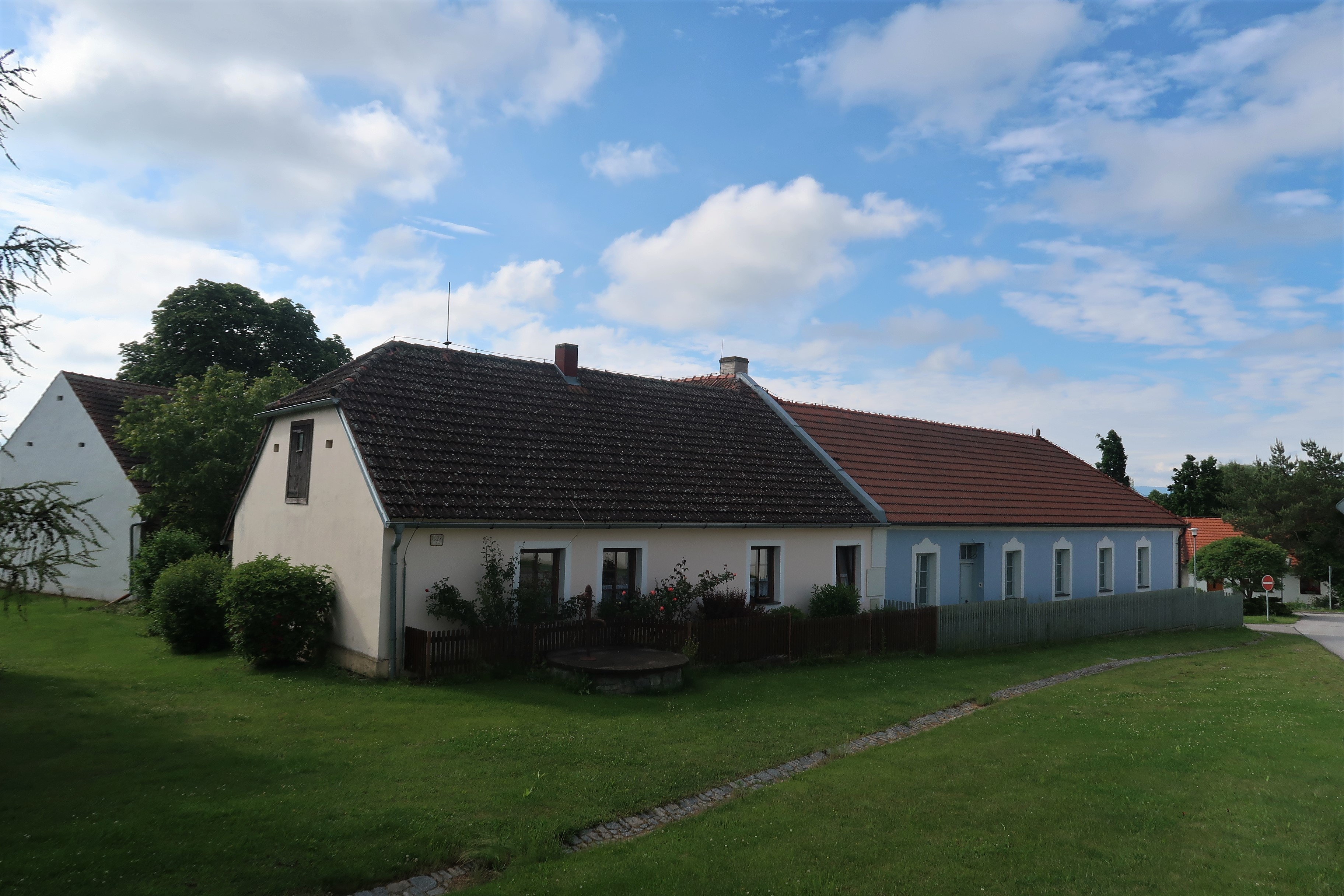
Usedlosti č.p. 28 a 57 uprostřed návsi
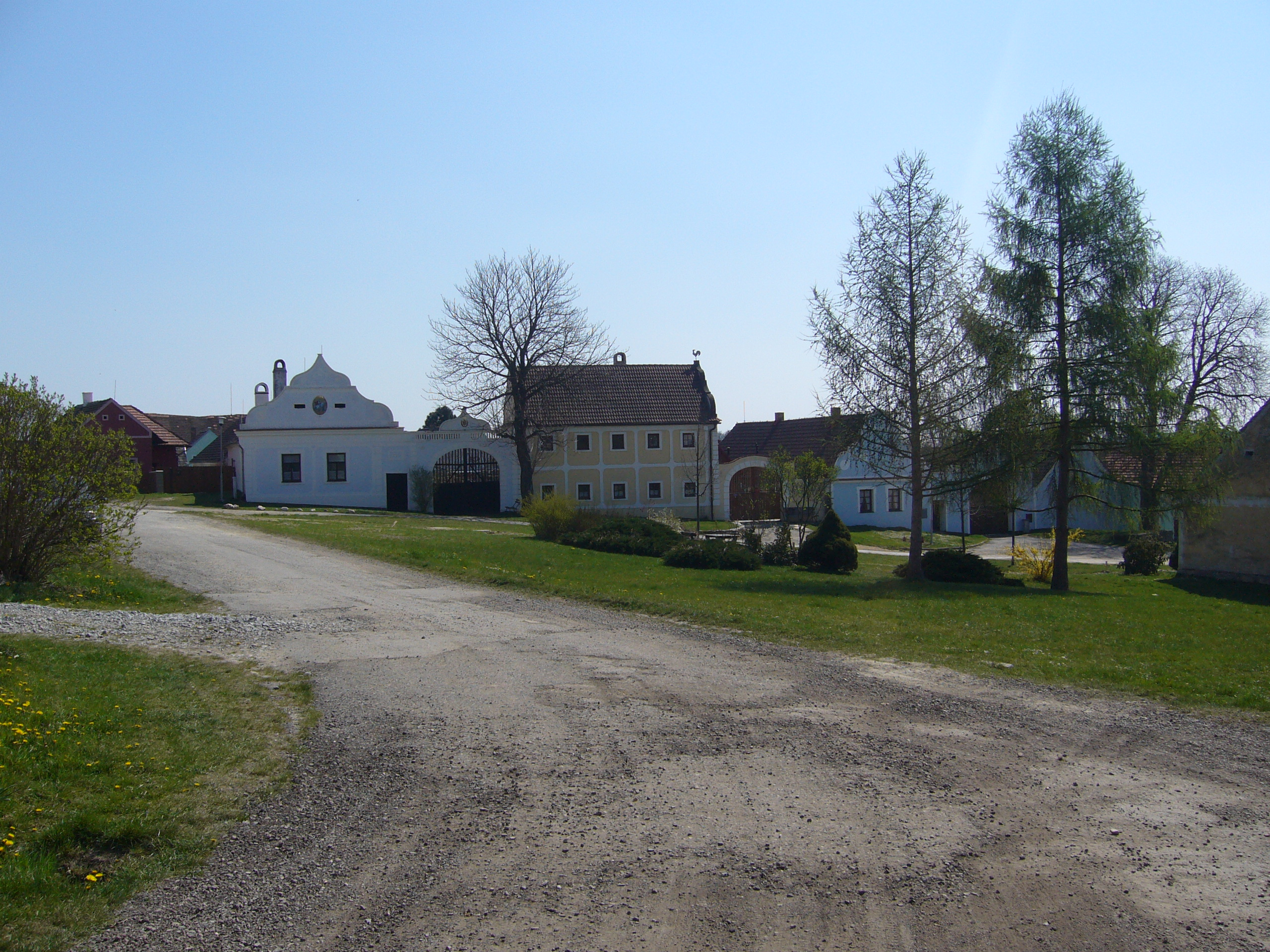
Náves
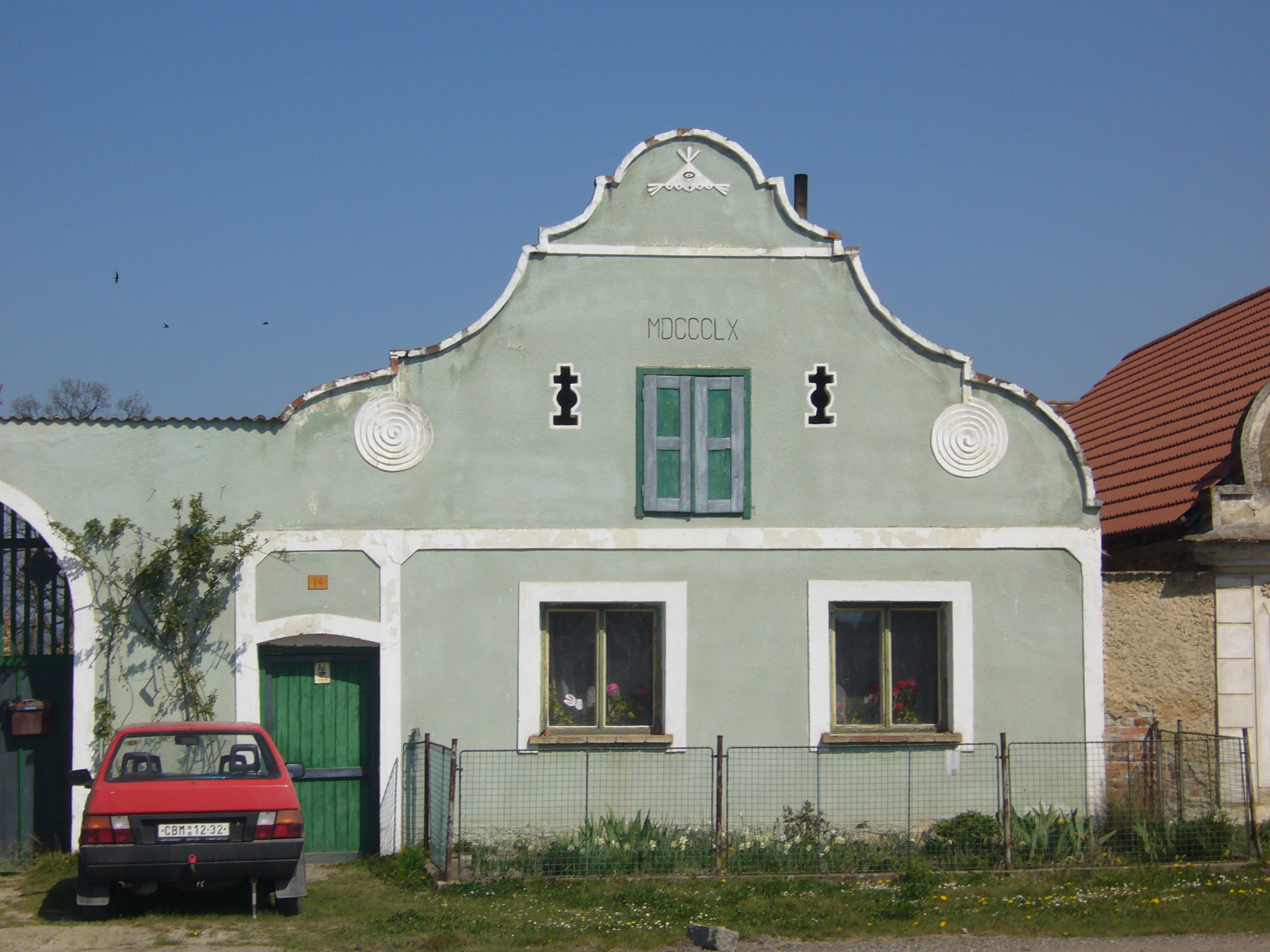
Statek čp. 14
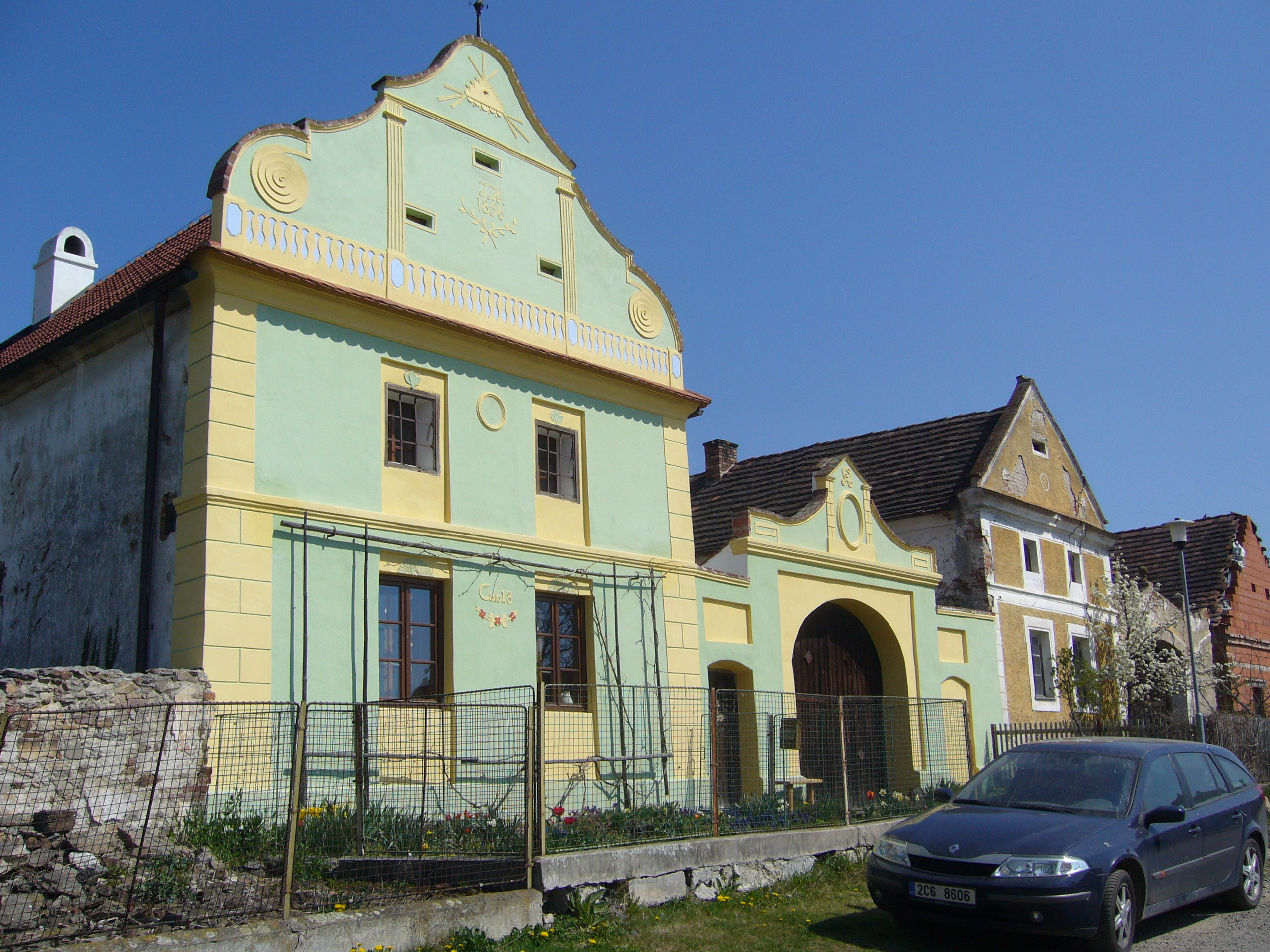
Statek čp. 18